# Estadio Tecnológico
Az Estadio Tecnológico egy lebontás alatt álló stadion a mexikói Monterreyben. Amíg állt, a Rayados de Monterrey labdarúgó- és a Borregos Salvajes amerikaifutball-csapat otthona volt.

## Története
A stadion három szakaszban épült. Az első szakasz építése (az alsó szint) Ricardo Guajardo tervei alapján zajlott, a második Eduardo Padilláéi alapján. Mindkettőt abból a pénzből finanszírozták, amit a helyek hosszú távra előre történő eladásából szereztek.
A stadiont 1950. július 17-én avatta fel Mexikó akkori elnöke, Miguel Alemán Valdés. Az első labdarúgó-mérkőzést 1952 augusztusában játszotta itt az akkor a másodosztályban szereplő házigazda a Veracruz csapatával. Az épület eredetileg 19 000 férőhelyes volt, majd 1965-ben 33 500 fő kapacitásúvá bővítették. A lelátó felső részét 1966-ban építették, az északi patkót 20 évvel később, az atlétikai pályát pedig 1991-ben. Lebontása előtt összesen 36 485 ember fért be a lelátóra.
1986-ban itt rendezték a világbajnokság több mérkőzését is, később pedig nagyszabású koncerteknek is helyt adott a stadion, például 1996-ban a Bon Jovi, 2006-ban a U2 lépett fel itt.
2014-ben bejelentették, hogy az épületet lebontják, és egy másik helyszínen egy sokkal modernebb stadiont építenek a város számára. A búcsúmérkőzésre 2015. május 9-én került sor, a 2015-ös Clausura szezon zárófordulójában, amikor a hazai csapat 2–2-es döntetlent ért el a Pumas ellen. A búcsú alkalmára egy dal is született, a meccs végén pedig volt olyan szurkoló, aki hazavitte a stadion egyik székét. A bontás 2017 júliusának elején kezdődött.

## Világbajnoki mérkőzések a stadionban
| Dátum            | Csapat #1  | Eredmény | Csapat #2     | Forduló   | Nézőszám |
| ---------------- | ---------- | -------- | ------------- | --------- | -------- |
| 1986. június 3.  | Portugália | 1–0      | Anglia        | F csoport | 23 000   |
| 1986. június 6.  | Anglia     | 0–0      | Marokkó       | F csoport | 20 200   |
| 1986. június 11. | Anglia     | 3–0      | Lengyelország | F csoport | 22 700   |
| 1986. június 12. | Algéria    | 0–3      | Spanyolország | D csoport | 23 980   |